# 利根中央病院
利根中央病院（とねちゅうおうびょういん）は、医療生活協同組合である利根保健生活協同組合が群馬県沼田市に設置する病院。

## 概要
1954年に利根中央診療所として開設され、1962年に利根中央病院を設置。現在では沼田保健医療圏における最大規模の病院となっている。1999年に国立病院機構沼田病院とともに群馬県災害拠点病院の指定を、2006年8月24日に沼田病院と同時に地域がん診療連携拠点病院の指定を受けた。救急告示病院であり、DMATを有する。
2015年9月に、沼田市東原新町から沼田市沼須町に新築移転。病院併設ヘリポートを有する。
全日本民主医療機関連合会に加盟している。

## 診療科
- 内科・総合診療科
  - 呼吸器内科
  - 消化器内科
  - 循環器内科
  - アレルギー科
  - リウマチ科
  - 神経内科
  - 糖尿病内科
  - 内分泌内科
  - 腎臓内科
  - 人工透析内科
- 精神科
- 小児科
- 外科
  - 呼吸器外科
  - 消化器外科
  - 乳腺外科
  - 腫瘍外科
  - 内視鏡外科
  - 肛門外科
- 整形外科
- 脳神経外科
- 皮膚科
- 泌尿器科
- 産婦人科
- 眼科
- 耳鼻咽喉科
- リハビリテーション科
- 放射線科
- 病理診断科
- 救急科
- 緩和ケア診療科
- 外来化学療法科
- 訪問診療科
- 健康管理科
- 光学医療室
- セカンドオピニオン外来
- 麻酔科

## 医療機関の指定等
- 保険医療機関
- 労災保険指定医療機関
- 指定自立支援医療機関（更生医療・育成医療・精神通院医療）
- 身体障害者福祉法指定医の配置されている医療機関
- 精神保健指定医の配置されている医療機関
- 生活保護法指定医療機関
- 結核指定医療機関
- 指定養育医療機関
- 原子爆弾被害者一般疾病医療取扱医療機関
- 母体保護法指定医の配置されている医療機関
- 災害拠点病院
- 臨床研修指定病院
- がん診療連携拠点病院
- 特定疾患治療研究事業委託医療機関
- 小児慢性特定疾患治療研究事業委託医療機関
- 無料低額診療事業実施医療機関

## 差額ベッド料（個室料）について
病院の理念により、差額ベッド料（個室料）を徴収していない。

## 院内設備
- 1階に群馬銀行ATM、売店、カフェがある。

## 交通アクセス
- JR東日本上越線」沼田駅」より関越交通バスで「利根中央病院」停留所下車、徒歩1分。
- 関越自動車道沼田ICより10分。

## 周辺
- 片品川
- 森下(鎌田)城跡